# Brendel Anstey
Brendel Anstey (tháng 11 năm 1887 – 9 tháng 12 năm 1933) là một cầu thủ bóng đá từng thi đấu ở Football League cho Aston Villa và Leicester City.
Sinh ra ở Bristol, Anh, Anstey là một thủ môn, thi đấu cho Bristol Rovers F.C. trước khi ký hợp đồng với Aston Villa vào tháng 2 năm 1911 trong thương vụ hoán đổi với James Jones, thi đấu 4 mùa giải trước khi Thế chiến thứ nhất bùng nổ. Ông tiếp tục thi đấu cho Leicester City sau chiến tranh.
Ông mất ngày 9 tháng 12 năm 1933 ở Wednesbury, 46 tuổi.